# 句号
句号（「。」「．」)，也称作句點，是用于陈述句末尾的标点，西式半角句号是用「.」同義。

## 用法
- 陳述句末尾的停頓，用句號。
- 語氣舒緩的祈使句末尾，用句號。[1]
- 直述式文意已完足的句子，也用句號。[2]

在有些时候，句号也可以用在语气舒缓的反问句的末尾。
句号表示一句话的结束，新一句话的开始，提示读者该句的表达意思已结束。在朗读时，读到句号处应作出适当的停顿，一是给朗读者适当的休息，二是提示听者一句话结束了。
句點「.」亦有時可在中文使用，替代句號：
- 在中国大陆，中西文同时大量混排时，为避免“。”和“.”穿插使用时的不便，可统一采用“．”（全角句点）。
- 在科技文獻及數理書籍中，為避免句號被排版人員誤會作“0”或者“o”相混淆，也可采用“．”來替代。[3]在2011年发布的国家标准《GB/T 15834―2011 标点符号用法》中，该用法被移除，坊间对此存在争议。[4]

书面语中使用的「.」并不全是句點，常见用法有
- 小数点：3.1415926
- 下脚点，表示年份的省略：2006.8.1
- 下脚点，表示序号：1. 2. 3.……

## 形狀
中文、日文的句號一般佔一個漢字的位置，不出现在一行之首。在中国大陆和日本，句号一般占一个字的位置，居左偏下，直行文稿时句号放在字下偏右；在台湾，句号上下居中，直行文稿时左右居中。

## 濫用
- 在“虽然……但是……”“尽管……但是……”两种句式中，“但是”之前不能用句号。
- 如在单句中多用句号，会使单句成为几个结构意思都不相同的句子。作者可能在写作时没有发现，可是读者读起来后意思就会有所改变。当然，在复句中多用句号会使其中的分句成为单独的句子，破坏了紧密的关系，也会使意思有所改变。
- 極少使用句號，把几个句子合为一句，逗号到底。因為同一段落中上下句的意思或关系很密切，人们怕用了句号就割断了想表达的意思。其实在同一個段落中的每個句子彼此本來就存在着联系，所以才放在同一段裡，当一层意思表达结束时就應使用句号。

## 電腦处理
- 中式句号Unicode字符是U+3002：
  - 中國大陸同日本標準為靠左下，如，直排時則靠右上；另有「垂直句號」「︒」[5]在U+FE12，以兼容GB 18030。
  - 台港澳標準為置中，如，直排時亦然。
- 半形中式句號「｡」是 U+FF61，源自日本JIS編碼。
- 英文（半形）句號「.」是U+002E，源自ASCII 0x2E。
- 全形英文句號（又可視為中國大陸「句點」）是U+FF0E。
  - 中國大陸標準為靠左下，如。
  - 如同中式句號，台港澳標準為置中，如。
- 另有「小句號」U+FE52，源自CNS 11643／Big5。

台港澳地区有时误将全形英文句號（U+FF0E ． ）当作间隔号使用。

## 备注
1. ↑  中華民國教育部國語推行委員會《重订标点符号手册》修訂版即誤用「．︁」為間隔號。